# Julián Fernández (Fußballspieler, 1995)
Julián Rodrigo Fernández (* 22. März 1995 in Buenos Aires) ist ein argentinischer Fußballspieler, der hauptsächlich als Mittelfeldspieler eingesetzt wird. 

## Karriere
Julián Fernández durchlief die Jugendabteilung der All Boys und debütierte am 20. Juni 2013 in der ersten Mannschaft im Achtelfinale der Copa Argentina 2012/13. Beim 3:1-Sieg gegen die Boca Juniors wurde er in der 81. Minute für Iván Borghello eingewechselt. Sein erstes Spiel in der Primera División absolvierte er ebenfalls als Einwechselspieler am letzten Spieltag der Saison 2012/13 bei einer 0:4-Niederlage gegen Arsenal de Sarandí. In der Saison 2013/14 kam er auf vier Einsätze, am Ende der Spielzeit stieg All Boys in die Primera Nacional B ab. In der darauffolgenden Saison wurde er dort häufiger eingesetzt.
Ein geplanter Wechsel zu Olimpo de Bahía Blanca im Januar 2015 scheiterte an zu hohen Ablöseforderungen der All Boys. Dennoch machten weiterhin Transfergerüchte die Runde, denn Fernández entwickelte sich zu einer Schlüsselperson im Team. Im Juli 2015 stand ein Wechsel zu Independiente kurz bevor. Trotz seines jungen Alters von nur 20 Jahren wurde er 2016 zum Kapitän der Mannschaft ernannt.
Im Juni 2016 verkaufte All Boys 80 % seiner Transferrechte an Olimpo. Bis zu diesem Zeitpunkt hatte Fernández 78 Pflichtspiele für den Klub bestritten und dabei drei Tore erzielt. Dem finanziell angeschlagenen Verein All Boys brachte die Ablösesumme dringend benötigte Ressourcen. Bei Olimpo kam Fernández jedoch nur selten zum Einsatz – in der Primera División absolvierte er 12 Partien, davon sieben von Beginn an.
Im Juni 2017 wechselte er auf Leihbasis für ein halbes Jahr zum chilenischen Erstligisten CD Palestino, der einen Ersatz für den nach Europa abgewanderten Kapitän Agustín Farías suchte. Der Vertrag beinhaltete Optionen auf eine Verlängerung oder einen späteren Kauf. Nach der Leihe zog Palestino die Kaufoption. 2018 gewann er die Copa Chile. 2019 kehrte er nach Argentinien zurück und wechselte zu den Newell’s Old Boys mit Frank Kudelka, der 2019 den chilenischen Klub CF Universidad de Chile trainiert hatte und so auf Fernández aufmerksam geworden war. 2023 wurde er an den CA Lanús verliehen und von Mitte bis Ende 2024 an den brasilianischen Zweitligisten Sport Recife. Im Dezember 2024 gab er seine Rückkehr zu Palestino für die Saison 2025 bekannt.

## Erfolge
Palestino
- Chilenischer Pokalsieger: 2018

## Sonstiges
Sein älterer Bruder Juan Manuel Fernández (* 1991) ist ebenfalls Profifußballspieler.